# Wał (Pogórze Rożnowskie)
Wał (523 m) – szczyt na Pogórzu Rożnowskim pomiędzy doliną Dunajca na zachodzie i doliną Białej od strony wschodniej. Znajdują się na nim dwa maszty przekaźników radiokomunikacyjnych. Partie szczytowe  pokryte są polami, dzięki czemu z Wału rozciągają się rozległe panoramy na Pogórze Rożnowskie i Ciężkowickie, na Kotlinę Sandomierską na północy i na Beskidy oraz Tatry na południu.
Wał jest wielkim rozrogiem grzbietów. Jego ramiona i grzbiety opadają aż na 14 okolicznych wsi. Na niektórych grzbietach wyróżniono szczyty, ważniejsze z nich to: Wielkie Góry (458 m), Gródek lub Głowa Cukru (436 m), Lubinka (412 m), Kopaliny (394 m). W kierunku południowym stoki opadają ku drodze wojewódzkiej nr 980 na wysokości Siemiechowa, a na zachód w kierunku Wróblowic i Janowic.

## Historia
Podczas I wojny światowej na całym grzbiecie Wału i jego rozrogach toczyły się krwawe walki. Pod szczytem Wału znajdują się dwa cmentarze wojenne: cmentarz wojenny nr 186 i cmentarz wojenny nr 187. Na szczególną uwagę zasługuje położony na południowo-wschodnim grzbiecie cmentarz wojskowy nr 185 na wzgórzu o nazwie Głowa Cukru lub Gródek. Miejsce to jest również doskonałym punktem widokowym. W trakcie II wojny światowej na szczycie o nazwie Wielkie Góry (zwanym też Jurasówką, (485 m) rozegrała się ostatnia zwycięska bitwa Batalionu AK „Barbara”.

## Atrakcje turystyczne w masywie Wału[3]
- skała Diabli Kamień,
- kamieniołom w Lichwinie, z którego eksploatowano łupki mioceńskie,
- skamieniałe pnie drzew (liczące sobie ok. 66 mln lat),
- rozległe panoramy widokowe z gołych grzbietów,
- liczne cmentarze wojenne z okresu I wojny światowej,
- obelisk upamiętniający batalion „Barbara” AK.

## Szlaki turystyczne

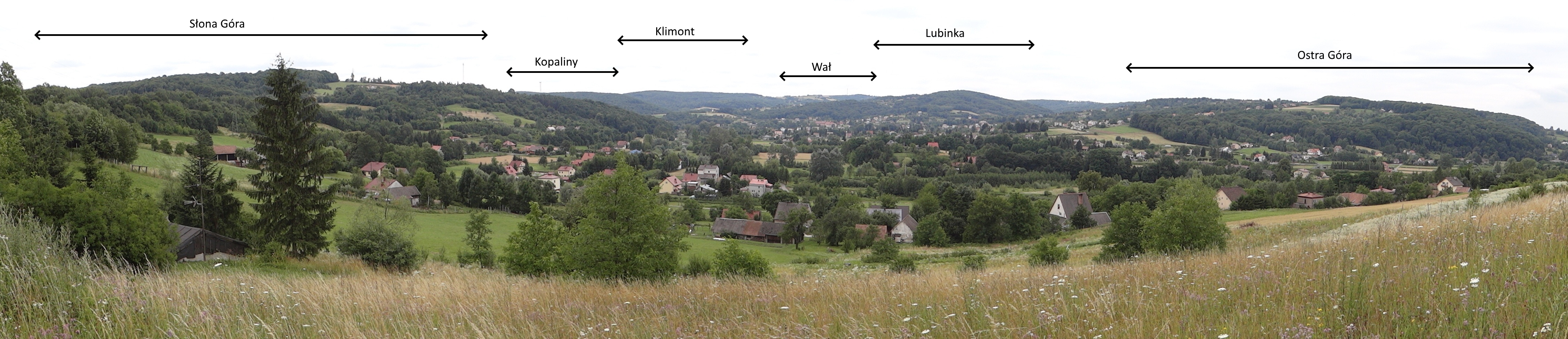
Panorama doliny rzeki Biała. Na pierwszym planie wieś Woźniczna, w głębi Pleśna. W tle wzniesienia pogórza. Pośrodku w oddali Wał z widocznym nadajnikiem.

Przez Wał prowadzą dwa szlaki turystyki pieszej. Tuż pod szczytem Wału znajduje się gospodarstwo agroturystyczne „Chata pod Wałem” udostępniające noclegi.
 Gromnik – Wał – Lubinka. Po drodze kolejno: cmentarz wojenny nr 149 – cmentarz wojenny nr 181 – cmentarz wojenny nr 182 (5 min w bok) – kamieniołom w Lichwinie – Wał – cmentarz wojenny nr 186 (2 min w bok) – cmentarz wojenny nr 189
 Siemiechów – Wielkie Góry – Rychwałd. Po drodze kolejno: stacja narciarska Jurasówka – Chata pod Wałem – Wał – cmentarz wojenny nr 186 (2 min w bok) – kamieniołom w Lichwinie – cmentarz wojenny nr 188 – Rychwałd